# همان‌طور که بوده‌ایم
همان‌طور که بوده‌ایم (به فرانسوی: Comme nous avons été) نمایشنامه‌ای از آرتور آداموف است.

## ترجمهٔ فارسی
ابوالحسن نجفی این نمایشنامه را به فارسی ترجمه کرده‌است که به‌همراه نمایشنامهٔ استاد تاران در سال ۱۳۴۹ از سوی کتاب زمان در یک کتاب منتشر شده‌است.